# Amtsgericht Forst

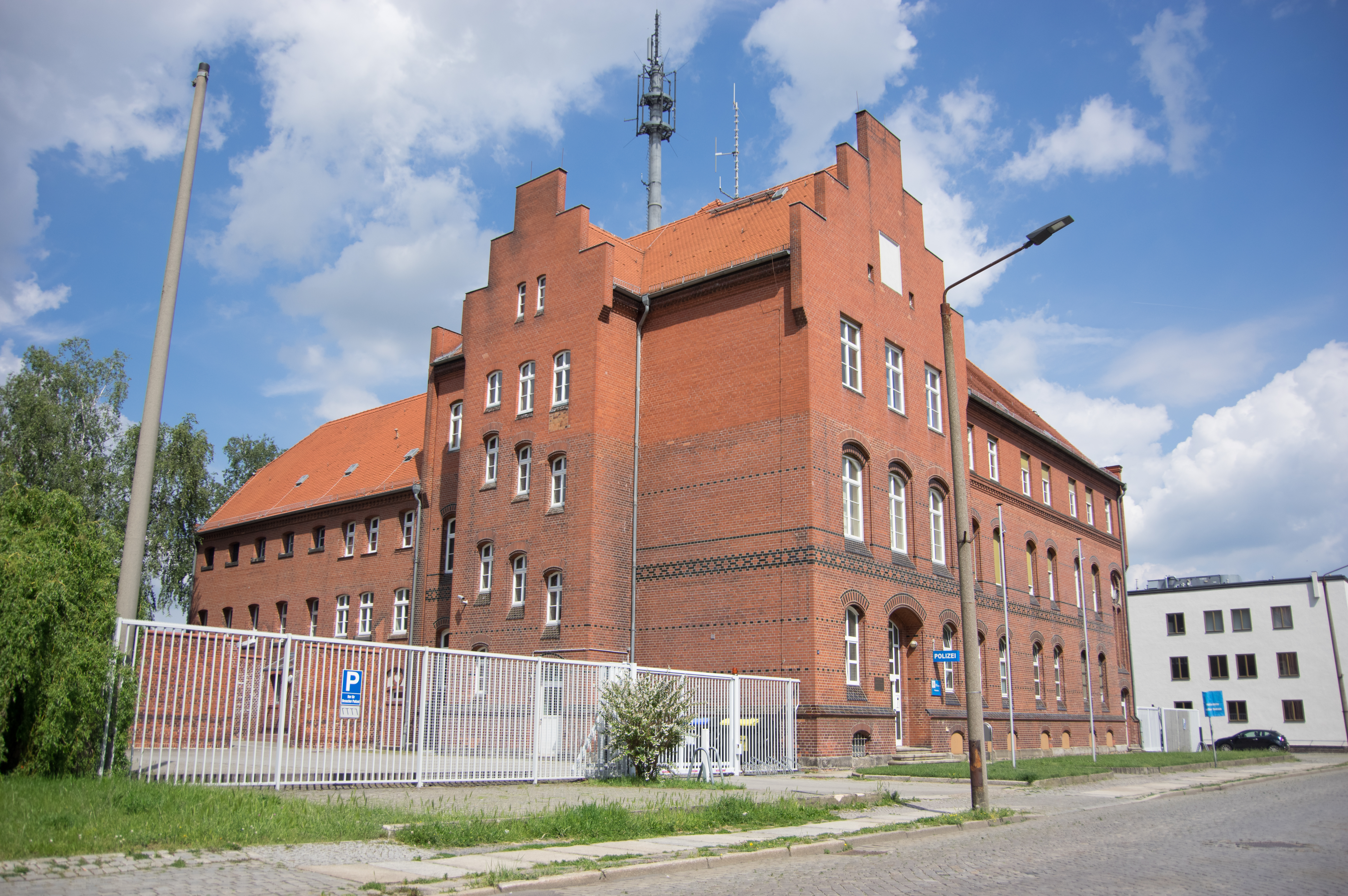
Amtsgerichtsgebäude (2019)

Das Amtsgericht Forst war ein preußisches Amtsgericht mit Sitz in Forst (Lausitz), Provinz Brandenburg.

## Geschichte
Das königlich preußische Amtsgericht Forst wurde mit Wirkung zum 1. Oktober 1879 als eines von zehn Amtsgerichten im Bezirk des Landgerichtes Guben im Bezirk des Kammergerichtes gebildet. Der Sitz des Gerichts war die Stadt Forst. Sein Gerichtsbezirk umfasste aus dem Landkreis Sorau der Stadtbezirk Forst, die Amtsbezirke Berge, Bohrau, Eulo, Forst Domaine, Groß Kölzig, Preschen, Simmersdorf und Weißagk und die Teile der Gutsbezirke Berge und Forst Domaine, die zum Amtsbezirk Pförten und dem Stadtbezirk Forst gehörten. Am Gericht bestand 1880 eine Richterstelle. Das Amtsgericht war damit ein kleines Amtsgericht im Landgerichtsbezirk. Im Rahmen der Weltwirtschaftskrise wurden 60 Amtsgerichte als Folge von Sparverordnungen aufgehoben. Mit der Verordnung über die Aufhebung von Amtsgerichten vom 30. Juli 1932 wurde das Amtsgericht Pförten zum 30. September 1932 aufgehoben und sein Sprengel zwischen dem Amtsgericht Forst, Amtsgericht Guben und dem Amtsgericht Sommerfeld aufgeteilt. Das Amtsgericht Forst erhielt so die Stadtgemeinde Pförten und die Landgemeinden Datten, Drahthammer, Hohen Jeser, Kohlo, Leipe, Marienhain, Mehlen, Nablat, Nieder Jeser, Strega  und Zauchel sowie der Gutsbezirk Pförten-Wald aus dem Gerichtsbezirk des Amtsgerichtes Pförten. Auch das Amtsgericht Triebel wurde aufgelöst und gab die Landgemeinde Erlenholz und den Gutsbezirk Pförten-Wald an das Amtsgericht Forst ab.
Im Jahre 1945 wurden die östlich der Oder-Neiße-Grenze gelegenen Teile des Amtsgerichtsbezirks unter polnische Verwaltung gestellt. Da das Landgericht Guben aufgelöst wurde, kam das Amtsgericht Forst zum Landgericht Cottbus. Zum 1. Juli 1951 wurde das Amtsgericht Forst in eine Zweigstelle des Amtsgerichts Cottbus umgewandelt. In der DDR wurden 1952 die Amtsgerichte und damit auch das Amtsgericht Forst aufgehoben und Kreisgerichte, darunter das Kreisgericht Forst für den Kreis Forst, gebildet. Nach der Wiedervereinigung wurde 1993 die Gerichtsorganisation in Amtsgerichte wieder hergestellt. Dies galt jedoch nicht für das Kreisgericht Forst, welches zum 1. Januar 1993 aufgehoben wurde.

## Gerichtsgebäude
Das Amtsgerichtsgebäude (Bahnhofstraße 54) steht als Kulturdenkmal unter Denkmalschutz.

### Geschichte des Gebäudes
Das Amtsgerichtsgebäude wurde im Jahr 1892 erbaut. Im Jahre 1927 wurde wegen der Neueinrichtung einer Kammer für Handelssachen eine Aufstockung und Erweiterung vorgenommen. Verantwortlich hierfür war der Stadtbaurat Rudolf Kühn. Nach dem Zweiten Weltkrieg wurde das Gebäude Sitz des sowjetischen Geheimdienstes NKWD. Nach der Gründung der DDR wurde es als Kreisamt der Volkspolizei genutzt. Nach dem Zusammenbruch der DDR übernahm die Polizeidienststelle Forst das Haus.

### Baubeschreibung
Der siebenachsige, dreigeschossige Ziegelgebäude ist auf einem L-förmigen Grundriss erbaut. Die Fassade aus roten Ziegeln ist durch Bänder, Friese und Rollschichten aus dunklen Klinkern strukturiert. Der Haupteingang befindet sich im Eckrisalit. Auffällig ist ein Treppenrisalit auf der Südseite. In der westlichen Verlängerung befinden sich Zellen und Büroräume.